# Grigiškės
Grigiškės seniūnija (litauisk: Grigiškių seniūnija) er en seniūnija (på dansk: bydel) i Vilnius, beliggende på Neris' venstre bed, vest for Senamiestis, Vilnius' Gamle Bydel.
Grigiškės seniūnija består af kvarteret (på litauisk: Miesto dalis (mikrorajonas)) Grigiškės.

## Historie
Grigiškės var indtil 2000 en del af Trakai kommune, hvor efter Grigiškės seniūnija blev overført til Vilnius.